# Diocèse de Saltillo
Le diocèse de Saltillo (en latin : Dioecesis Saltillensis ; en espagnol : Diócesis de Saltillo) est un diocèse de l'Église catholique du Mexique, suffragant de l'archidiocèse de Monterrey.

## Territoire

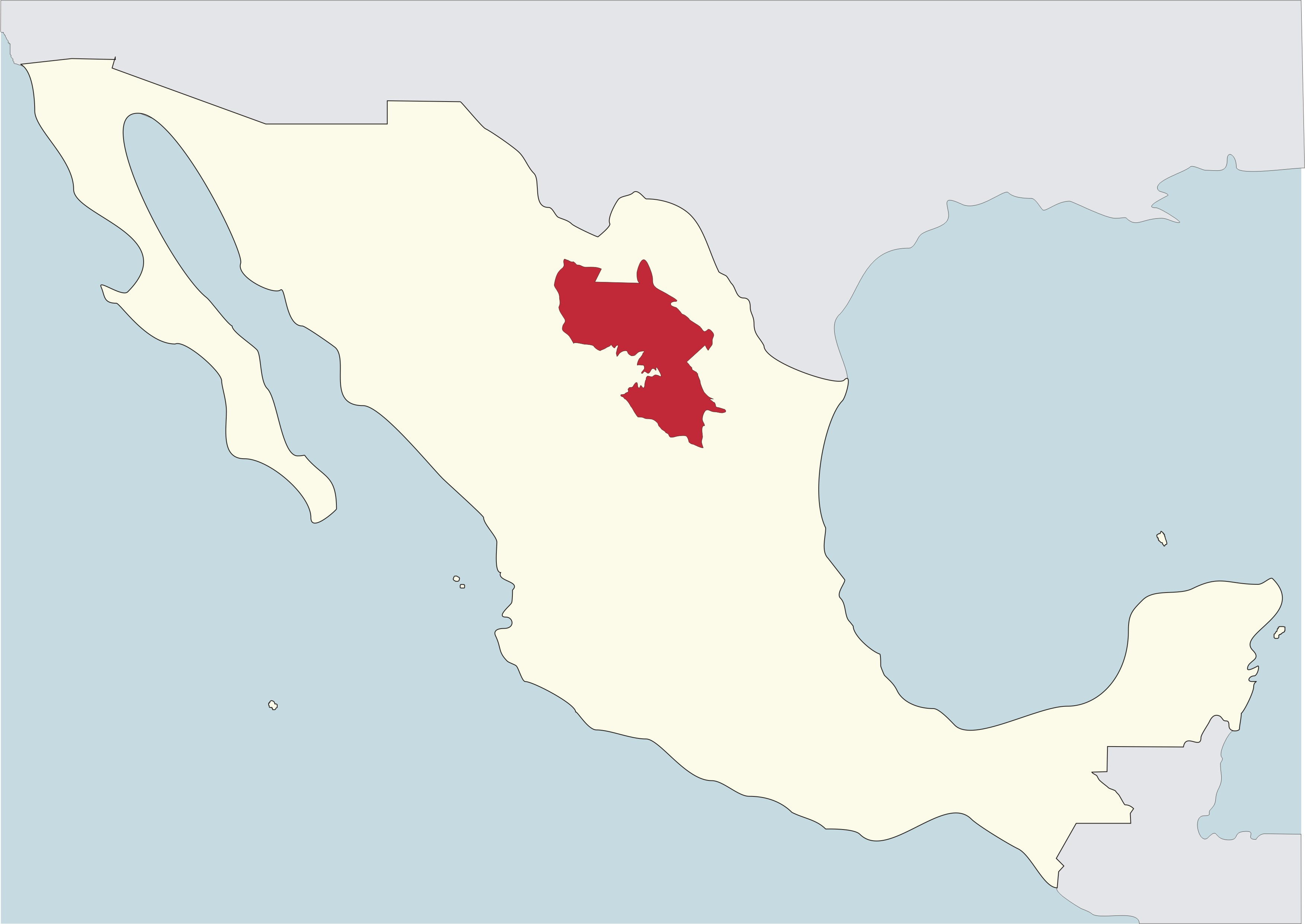
Diocèse de Saltillo en rouge sur la carte du Mexique

Il comprend les municipalités d'Abasolo, Arteaga, Candela, Castaños, Cuatrociénegas, Frontera, General Cepeda, General Escobedo, Lamadrid, Monclova, Nadadores, Ocampo, Parras, Ramos Arizpe, Sacramento, Saltillo, San Buenaventura et Sierra Mojada de l'État de Coahuila.
Il possède un territoire d'une superficie de 72 492 km2 divisé en 65 paroisses. Le siège épiscopal est dans la ville de Saltillo où se trouve la cathédrale Saint-Jacques (es).

## Historique
Le diocèse est érigé le 23 juin 1891 par la bulle Illud in primis du pape Léon XIII en prenant une partie du territoire du diocèse de Durango (aujourd'hui archidiocèse de Durango) et du diocèse de Linares o Nuevo León, élevé le même jour au rang d'archidiocèse et aujourd'hui connu sous le nom d'archidiocèse de Monterrey dont Saltillo devient le suffragant.
Il cède une portion de son territoire le 19 juin 1957 pour l'érection du diocèse de Torreónet le 8 janvier 2003 pour la création du diocèse de Piedras Negras.

## Évêques
- Santiago de los Santos Garza Zambrano (19 janvier 1893 - 3 février 1898), nommé évêque de León
- José María de Jesús Portugal y Serratos, O.F.M (28 novembre 1898 - 8 mars 1902), nommé évêque d'Aguascalientes
  - Sede vacante (1902-1904)
- Jesús María Echavarría y Aguirre (9 décembre 1904 - 5 avril 1954)
- Luis Guízar y Barragán (5 avril 1954 - 11 octobre 1975)
- Francisco Raúl Villalobos Padilla (4 octobre 1975 - 30 décembre 1999)
- José Raúl Vera López, O.P (30 décembre 1999 - 21 novembre 2020)
- Hilario González García, depuis le 21 novembre 2020